# Cryptocephalus meridiobrunneus
Cryptocephalus meridiobrunneus là một loài bọ cánh cứng trong họ Chrysomelidae. Loài này được Schoeller miêu tả khoa học năm 2002.